# Puchar Polski kobiet w piłce nożnej 2006/07, grupa zachodniopomorska
Puchar Polski kobiet w piłce nożnej w sezonie 2006/07, grupa: zachodniopomorska
I runda – 16 – 17 września 2006
Klub Gryf 95 Słupsk miał wolny los.
Juvenia Stargard Szczeciński – TKKF Gryf Szczecin 0:11 (0:5)
Promień Mosty – Iskierka Śmierdnica 3:0- walkower
Klub Iskierka Śmierdnica wycofał się z rozgrywek.
Gimnazjum Banie – Olimpia Szczecin – 0:2 (0:1)
Półfinały – 8 – 28 października 2006
Gryf 95 Słupsk – Olimpia Szczecin 2:0 (1:0)
TKKF Gryf Szczecin – Promień Mosty 3:0- walkower
Finał – 11 listopada 2006 Kamień Pomorski
TKKF Gryf Szczecin – Gryf 95 Słupsk 2:1 (0:1)